# 反射チョッキ

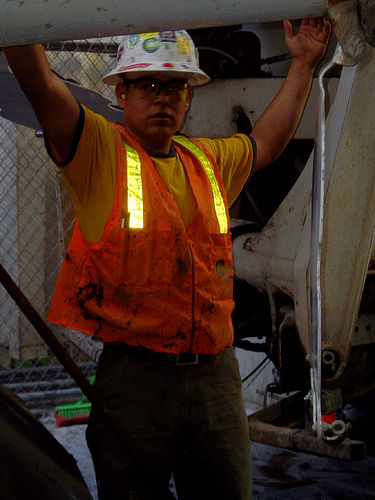
縦に2本の反射材がついた土木工事作業員着

反射チョッキ（はんしゃチョッキ）は、反射材を取り付けた作業衣・装備品で、主に交通の往来のある場所において他者が認識しやすくし、接触事故などを防ぐ目的で着用する。反射ベスト（reflective vest）・安全ベスト・ポリスチョッキ・夜光ベスト・ハイウェイチョッキ、ハイビジビリティベストなどと呼ばれることもある。

## 概要
日本国内においては、主に警察官・消防隊員・交通誘導に従事する警備員・土木工事作業員・道路維持管理要員（国土交通省・都道府県・NEXCOなど）・車両サービス要員、鉄道の保全に従事する者（保線区員・信号通信区員など）の作業現場（道路・駐車場・トンネル内など）で用いられているが、大規模な工場や倉庫、港湾荷役作業、空港、米軍基地などでは構内においても交通の往来が激しいために、着用を義務付けている事業所が存在する。このような事業所で使用される制服などにあらかじめ反射材が縫い付けられていることがあり、一部の鉄道・通信・郵便事業などインフラ事業者、運送業者、ガソリンスタンドにおいて見ることが出来る。
業務用途以外では、ジョギング・防犯パトロール・ツーリングなどで夜間、道路上を通行する際に着用する事例が見られる。特にブルベなど夜間走行やトンネル走行のあるサイクリングイベントでは反射ベストまたは反射たすきの着用を参加条件に織り込んでいるものがある。
製品の規格に関しては長らく反射材自体に関するもの（JIS Z 9117）しか存在しなかったが、欧州の EN20471 （後述）に倣う形で2015年10月30日、JIS T 8127 （高視認性安全服）が制定された。

## 構造
通常、日本国内において最もよく使用されているものは反射材（スリーエム ジャパンの「スコッチライト」が多い）をメッシュ生地のベストに縫い付けたタイプである。反射材（幅50～90mm）は胴周りのほかV字にも配置され、裏面は表面と同じもしくは短いテープをもう1本加えて∀（逆A字）形に配置したものが一般的で、背部に企業名などを入れることも多い。寒冷地仕様として-30℃の環境に耐えられる製品も存在する。
特に、旅客鉄道各社では作業性の面から、通常の反射チョッキよりメッシュ生地部分を省いた“たすき様”のものを使用しているが、「JRタイプ」と俗称される本製品は背面をX字にし、ハンドリング性や絡み防止も考慮しているところが特徴といえる。
発光ダイオード (LED) の一般化に伴いLEDを内蔵した製品も普及している。表面裏面とも、反射材の斜めラインとなる部分に実装され、1ラインあたり3～5個、4箇所合計で12～20個のLEDが並べられている（4個ずつ、計16個の製品が多い）。操作方法は、着用時にみて左側腰部のポケットに入れられている電池ボックス（単三型電池2～3本使用）のスイッチをスライドさせるか、反射テープ内側の配線パターン上に配置されたボタンを押下するものがほとんどであり、電源を入れると1分間に60回・90回・150回などの一定間隔で点滅するが、特殊な製品として「点灯と点滅の切り替え」ができるものや、「長周期の点滅1回・短周期の点滅2回」を繰り返すものもみられる。
一般的に、LED内蔵製品の発光色は赤色であるが、中には青色LEDを用いたものや、複数色（赤・青の二色や、それに緑を加えた3色）を切り替えられるもの、さらには発光デバイスに有機ELを使用した製品も登場しており、かなり高価ではあるが一部の警察や町内自警団等に納入された実績もある。このような製品は、たとえ耐水性を謳った型式であっても電池ボックスや接続コードを濡らさぬように注意すべきである。
このほか靴・コート・ジャケット・リュックサックなどにも反射材を用いたり縫い付けた製品が存在するほか、ランドセルなどに貼れるよう裏面に粘着剤を塗布した反射テープも販売されている。一部の小中学校では登下校時の安全確保のために反射たすきを配布する例がある。

## 欧州の規格
高視認性安全作業衣服について定めた規格「EN20471」が存在し、EU諸国内においてはCEマークの取得と並び、本規格に合致した製品でなければ販売できないとされている（元来は「EN471」という規格であったが、2013年に、堅牢性の強化や反射テープの配置に関する要件が盛り込まれた。また小児向けなど非職業用に面積・色彩要件を緩和した「EN1150」もある）。さらには米国においても同様の規格「ANSI107」が定められ、何れも作業環境に応じた製品のクラス分けがなされているが、詳しくはユニチカスパークライト ヨーロッパの規格についてを参照されたい。
EU諸国では高速道路上において車外へ出る際、工事作業員は勿論、車両故障などで一時的な作業を行うに過ぎない一般人についても上記の規格を満たす安全作業衣の着用が義務付けられている。併せて、日本と同様に三角表示板の携行も求められているほか、EU加盟国の一部では新車販売時から安全作業衣を車載することも義務付けられている。このような事情から、日本ではホームセンターや作業服店でしか見られない反射チョッキ（安全作業衣）も、現地ではガソリンスタンドでも販売されている。